# 諸戸家
諸戸家（もろとけ）は、三重県伊勢・桑名の素封家で、「日本一の山林王」と言われた一族である。
日本一の山林王、諸戸宗家・本家の両家を合わせると、諸戸一族が所有する山林は巻間一万町歩といわれ、その財力や資産は数えることができないくらいの山持ちである。一族のこの富の源は初代諸戸清六にさかのぼる。

## 初代清六
初代清六は幼名を民治郎といったが、民治郎が18歳のとき、庄屋まで務めていた旧家だった諸戸の家をつぶしてしまった父清九郎の名をひっくり返して清郎九つまり「清六」と変え、その時に「立志の誓い」を行ったという。その時の「立志の誓い」が現在でも諸戸家の家訓になっているというが、清六は、「時間是金也」、つまり「時は金なり」を信条として勤倹節約を実行し、米の売買を主に、わずか2年ほどで父のつくった膨大な借金を全部返済してしまった。
清六は1872年、時の三重県令岩村定高と知り合ってから、政商的な色彩を強め、後に大隈重信や松方正義、品川弥二郎、大倉喜八郎、渋沢栄一、森村市左衛門らと親しく付き合うことになる。西南戦争では米の相場で大儲けし、大蔵省御用の米買方となった。清六が米相場から、土地に手を出したのは1883年頃からであるが、「田地買入所」の幟を立てて買い始めたが、わずか5年ほどで清六が買い集めた田地は5千町歩にものぼった。清六の土地買いは、田地田畑だけではなく、その後、東京の恵比寿から渋谷、駒場に至る住宅地30万坪を買いまくり、ひと頃は渋谷から世田谷まで、他人の地所を踏まずに行けたといわれる。
1880年代後半から1890年代にかけて「住宅地」の買占めを行ったわけであるから、その先見ぶりは驚くばかりである。初代清六の二男精太は40歳の半ばにして早世したが、宇垣一成とは非常に親しい間柄になり、さらに父清六とつながりのある政治家や財界人との付き合いを深め、タオル事業や証券会社の設立などを行い諸戸家の事業をより発展させている。

## 二代目清六
初代清六の四男清吾は、1888年7月24日生まれで、二代目清六を名乗っている。二男精太家を諸戸宗家（西諸戸家）とし、四男清吾を改め二代清六家を諸戸本家（東諸戸家）と称している。宗家は、諸戸林業、諸戸商会、諸戸タオル、諸戸土地、日本みどり開発、本家は諸戸林産、諸戸緑化産業、諸戸産業、諸戸造林、などの各事業を中心に「諸戸グループ」を形成している。

## 家族
宗家精太の長男精文は、1912年2月6日生まれ。1935年に名古屋高等商業学校を卒業したが、在学中に家業を継いでいる。俳号を月春といい高浜虚子の弟子である。精文の妻綾子は、元山梨県知事などを務めた内務官僚で、後実業界に入り、東京電灯常務を経て高岳製作所社長になった本間利雄の長女である。綾子の母八重は、元大蔵大臣で三井財閥三井の大番頭であった池田成彬の妹。したがって、やはり三菱の大番頭の加藤武男元三菱銀行頭取、さらに藤山雷太、福澤諭吉、中上川彦次郎といった、日本の資本主義の源流の人脈につながる。
宗家精文の妻である綾子の兄、本間利章（元ミキモト社長）の妻幸子は「真珠王」の御木本幸吉の孫娘である。三重の2つの豪族「山林の諸戸」と「真珠の御木本」は、両家本流で縁続きになっているわけである。さらに諸戸宗家の名門家系への係累の拡がりは、精文の長女治子が、元同和火災海上会長岡崎真一の二男藤雄（内外ゴム社長）に、治子の妹和子も藤雄の弟由雄（東京衝機製造所社長）にと、諸戸家と岡崎家とは、兄弟姉妹同士が結ばれるという二重結合の深い間柄になっている。岡崎家は神戸岡崎財閥の創始者一族で、『華麗なる一族』のモデルとされたことで有名な名門家系。岡崎家の係累の拡がりは長野の小坂財閥・小坂善之助の一族や、海運王の山下亀三郎の一族などにつながりをもっている。精文の長男精孝（諸戸ホールディングス代表、諸戸林業会長）の妻は、「時計王」服部時計店の創設者服部金太郎の孫娘である。
ところで、諸戸本家の二代目清六家の家族は、二代目清六の妻てるは、名古屋の旧家高橋家から嫁いだが、清六の姉ひさは、てるの兄彦二郎に嫁ぐという、やはり諸戸家と高橋家は姉妹が共に兄妹と結ばれている二重パイプの関係にある。高橋彦二郎は元愛知県穀物卸共同組合会長を務めたこともあるが、元内外編物専務高橋吉彦、元中部電力の監査役高橋彦蔵らは共に実弟。また末弟の豊彦は、神戸乾財閥・乾新兵衛の長女道子に婿養子入りし、乾汽船社長となる。高橋彦二郎の長男正義の妻鎮は、元キッコーマン醤油社長茂木佐平治の妹。茂木財閥は、キッコーマン醤油で知られる千葉県・野田の豪族。さらに彦二郎の長女とし子は、日清紡績や磐城セメントの創始者で元東京瓦斯社長岩崎清七の三男三郎（交詢社常務理事）、二女喜代子は尾張徳川家御用達の綿糸商信濃屋（現：信友）二代目近藤友衛門の四男、近藤信四郎に、三女美津子は駿河銀行会長岡野喜一郎に、そして四女喜久子は元鐘紡社長津田信吾の息子守民（元カネボウシルク常務）にそれぞれ嫁いでいる。
諸戸本家、二代目清六の長男民和（諸戸林産社長）の妻は元東京海上火災会長鈴木祥枝の長女。また清六の二男鉄男（東京海上火災監査役）の妻節子は、元三菱油化相談役池田亀三郎の長女。民和・鉄男の兄弟の方は、係累がすべて三菱である。そして民和の長男正和（諸戸林産社長）が迎えた妻が中部財界の雄で中経連会長だった元中部電力相談役井上五郎の三女愛子。地元の財界の大御所とも、しっかりと閨閥を結んでいる。井上五郎の父角五郎は広島県出身の代議士で実業家。五郎の妻雅子は、第三次桂内閣の陸相旧男爵木越安綱陸軍中将の六女。五郎の長男琢郎（東京電力）と二男安城（三菱商事）は、共に「法皇」といわれた一万田尚登元日本銀行総裁の娘をそれぞれ娶っている。五郎の兄昇（元京大教授）の妻寿重子は、元伊勢神宮大宮司、旧伯爵坊城俊良の妹。そして五郎の末妹タカの嫁ぎ先は菅原電気社長菅原卓。五郎の弟真六（元鹿島建設顧問）の妻元子の姉直子は、元国際電々会長濱口雄彦に嫁いでいる。したがって濱口家を通して井上家は正田家とつながり、皇室へも係累が拡がっている。